# Батальон имени Баграмяна
Батальо́н и́мени Баграмя́на (арм. Բաղրամյանի անվան գումարտակ), также известный как отдельный мотострелковый батальон и́мени маршала Ивана Христофоровича Баграмяна, армя́нский батальо́н и́мени Баграмя́на (арм. Բաղրամյանի անվան հայկական գումարտակ, ԽՍՀՄ մարշալ Հ. Ք. Բաղրամյանի անվան հատուկ հայկական մոտոհրաձգային գումարտակ), — военное формирование абхазских вооружённых сил периода грузино-абхазского конфликта 1990-х годов, названное в честь Маршала Советского Союза И. Х. Баграмяна. Состоял из этнических армян-амшенцев. Батальон принимал участие в боевых действиях против правительственных войск Грузии. Впоследствии был расформирован.

## История создания
После начала грузино-абхазского конфликта в 1992 году грузинские войска вошли на территорию Абхазии. Согласно абхазским, российским и армянским источникам, они начали карательные операции против негрузинского, в том числе и армянского населения республики. После грабежей и насилия в отношении армян, на срочно созванном заседании руководства гагрской общины «Маштоц», было решено официально поддержать абхазскую сторону и выступить на абхазской стороне.
Армянский мотострелковый батальон имени маршала Советского Союза Ивана Христофоровича Баграмяна был создан 9 февраля 1993 года согласно «приказу № 55» и являлся частью Абхазских вооруженных сил. Состав батальона не был исключительно армянским по национальному составу — в него, в частности, входили также абхазы и кабардинцы, а также азербайджанцы, немцы, русские и грузины.
Первый бой, в котором принимала участие сводная рота батальона под командованием Левона Дащьяна, состоялся 15 — 16 марта 1993 года во время второго штурма Сухума. Роте была поставлена задача взять стратегический и хорошо укрепленный мост через реку Гумиста, которую она выполнила.
Батальон пополнился вернувшимися из Нагорного Карабаха бойцами, воевавшими в рядах сил самообороны НКР. Они, а также профессиональные военные, в том числе нанятые по контракту, занимались подготовкой батальона. Численность батальона превысила 350 человек и в Гаграх был организован второй армянский батальон. Ориентировочная численность армян в рядах абхазских вооруженных сил составила более 1500 человек.
В сентябре 1993 года после безрезультатных переговоров абхазская сторона начала операцию против правительственных войск Грузии. В операции по взятию Сухума принимали участие оба армянских батальона. Армянские подразделения 25 — 27 сентября двинулись вглубь города из села Яштуха и в обход, по улице Чанба вдоль реки Беслетка. Армяне первыми вышли к зданию Совмина, ставшему символом власти над столицей. В ходе штурма армянские бойцы взяли 25 пленных.
После взятия Сухума армянский батальон был переброшен в Кодорское ущелье, где в его задачу входила защита армянонаселённых сел. В марте 1994 года началась операция по взятию села Лата. Перед батальоном была поставлена задача по ликвидации оборонительного района у села Лата и в районе тоннелей, где и были разбиты сваны.
После прихода миротворцев личный состав батальона сдал оружие, а резервисты разошлись по домам. Каждый раз, когда Абхазии угрожало новое вторжение, бойцы Армянского батальона собирались вместе и становились на защиту республики. Двадцать армян получили высшую воинскую награду — звание Героя Абхазии, больше двухсот погибли во время войны. Армянский батальон как боевая единица принимал участие в кампаниях 1998, 2001 и 2008 годов, особенно активную роль он сыграл в 2001 году, когда снова потребовалось защищать армянонаселённый Гульрипшский район от формирований чеченского боевика Руслана Гелаева.

## Участие в боевых действиях

### Грузино-абхазский конфликт
Первый бой батальон провел 15 марта 1993 года, а в сентябре участвовал в битве за Сухум и Очамчиру, также воевал в Гульрипшском районе и, позже, был отправлен в Гальский район.
2 июля 1993 года абхазское командование разработало план поэтапного штурма города: взятие важных стратегических высот на восточном берегу реки Гумиста.
Армянский батальон имени Баграмяна в этом сражении прославился штурмом почти неприступной высоты — горы Цугуровка, укрепленной по всем правилам современной войны; её склоны были буквально нашпигованы минами. Галуст Трапизонян — командир третьей роты Армянского батальона — потерял в этом сражении ногу, но до конца, лежа на носилках, продолжал руководить боем.
Битва за Цугуровку помогла абхазам окончательно утвердить контроль над ключевой высотой — горой Ахбюк.

### Иные конфликты
В субботу 7 ноября 2020 года группа добровольцев из Абхазии прибыла в Нагорный Карабах для участия во Второй Карабахской войне. Основная часть группы — участники войны в Абхазии 1992-1993 годов из числа военнослужащих батальона имени маршала Баграмяна.

## Оценки участия армян в конфликте
Темы, касающиеся различных аспектов участия армянского населения Абхазии в грузино-абхазском конфликте, почти не становятся предметом исследовательского дискурса. В Абхазии вопросы участия армян в войне на стороне Грузии или трагедиях армянского населения, по тем или иным причинам выказавших сочувствие действиям грузинской стороны, почти полностью замалчиваются или игнорируются. В Грузии сразу после окончания войны прямо или косвенно обвинили армян Абхазии в антигрузинской позиции и поддержке сепаратизма. Впрочем, в этом была не столько заслуга абхазов, сколько грузинских политиков, не сумевших найти союзников внутри Абхазии из-за приверженности радикальному этническому национализму (в котором присутствовали и антирусские, и антиармянские элементы). Армянам вменялось «предательство» исторических ценностных установок двух христианских народов и т. п. Кроме того, несмотря на то, что вопрос армяно-грузинских исторических и идеологических противоречий имеет к событиям в Абхазии весьма опосредованное отношение, некоторые грузинские публицисты и общественные деятели использовали обвинения против армян Абхазии, как аргумент в идеологической практике против всего армянского населения Грузии и Армении. Эта пропагандистская «истерия» была вынесена за рамки грузино-абхазского конфликта, и проецировалась на армяно-азербайджанское противостояние, подводя все под общие вопросы сепаратизма армян в Закавказье. Как и в Абхазии, так и в Грузии, предшествующие и сопутствующие вопросу темы участия армянского населения в военных действиях в Абхазии, как правило, замалчивались, игнорировались или искажались. Например главный момент, который почти напрочь замалчивается грузинской и абхазской стороной, это участие армян в вооруженных формированиях Грузии во время грузино-абхазской войны, в том числе, участие на стороне Грузии абхазских армян.. Небольшое количество армян участвовавшее в войне на стороне Грузии, в отличие от армян, сражающихся на стороне абхазов, были хуже структурированы и менее «раскручены» в информационном плане, чем батальон им. Баграмяна.